# Skagen Odde
Pour les articles homonymes, voir Skagen (homonymie).
Skagen Odde, aussi Skagens Odde, est une péninsule sableuse qui s'étend sur 30 km vers le nord-est dans la partie la plus au nord du Vendsyssel dans le Jutland, Danemark,,.
Skagen Odde est l'une des plus grandes flèches littorales en Europe, créée par un processus continu de dépôt de sable et graviers marins, déplacés dans une direction nord-est par les courants littoraux. La largeur de la péninsule varie de trois à sept kilomètres,,,.
Contrairement à la croyance populaire, le point le plus septentrional du Jutland et du Danemark est situé sur la plage de Nordstrand et non sur le banc de sable de Grenen.

## Géographie

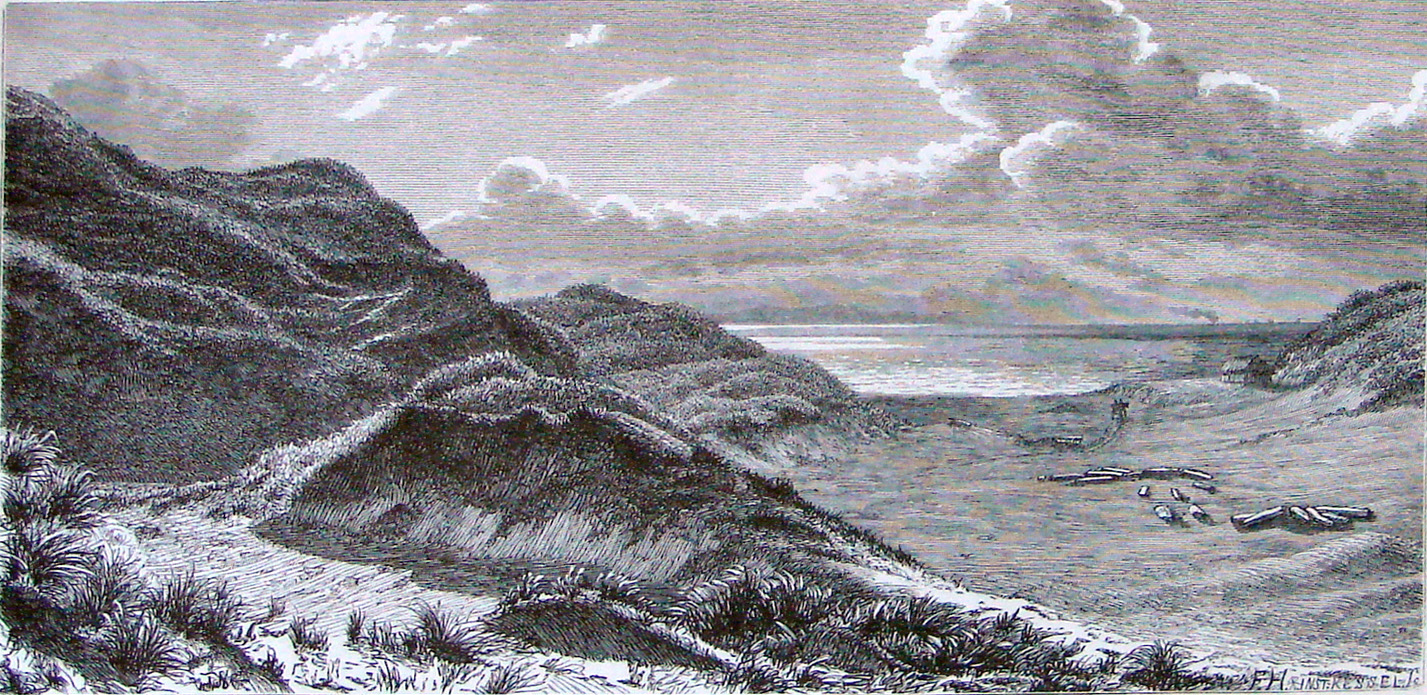
Kandestederne.

Skagen Odde couvre la zone de la péninsule étroite d'Ålbæk (en) au sud jusqu'à la zone autour de Grenen au nord-ouest, où le Skagerrak rejoint le Kattegat. Elle englobe les villes de Skagen, Hulsig et Kandestederne. À Kandestederne la falaise côtière s'est élevée par les dépôts marins. Les zones protégées de la péninsule sont Grenen (350 ha), Hulsig Hede (2 170 ha), Råbjerg Mile (1 620 ha) et une partie de Bunken Klitplantage (670 ha).
La péninsule s'est formée il y a 15 000 ans quand la glace autour de Vendsyssel a fondu créant un littoral s'étendant au sud jusqu'à Frederikshavn. Elle a été formée par des sédiments qui ont dérivé depuis la côte ouest du Jutland. Le point le plus septentrional est situé sur Skagen Nordstrand, où les courants apportent du sable sur le récif de Skagens Rev le faisant grandir annuellement entre 6.1 et 7,6 m vers l'Est alors que le côté ouest est lentement érodé. Cela explique pourquoi les résidences d'été construites sur la côte au début du XXe siècle sont maintenant à 500 m de la plage. La flèche littorale s’agrandit de 4 m par an. L'évolution de la flèche littorale a été « influencée par le rebond post-glaciaire (provoquant une baisse du niveau relatif de la mer) et par le changement eustatique du niveau de la mer. »

## Vie sauvage

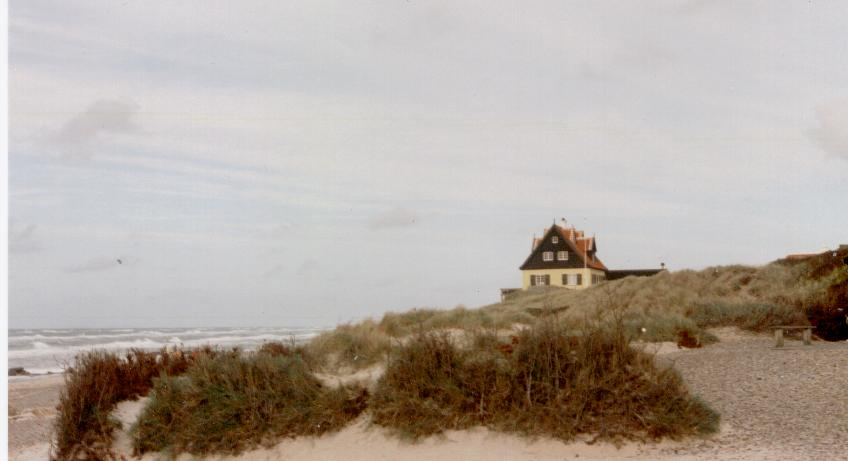
Flore couvrant les dunes.

La flore et la faune particulières sont attribuées au climat et à l'air salé et au sable de Skagen Odde.
Les dunes sont recouvertes de bruyère, de callune et d'autres plantes, indigènes ou cultivées. La pensée sauvage est une fleur indigène avec des couleurs allant du blanc au bleu-violet. Les salicaceae forment des boucles en forme de rose appelée roses de Skagen ; ce n'est pas une fleur et elle est séchée pour être utilisée sur des souvenirs. La plantation des dunes a été créée en 1888 au Sud de Skagen et s'est développée des deux côtés de la route allant de Frederikshavn et Skagen, pour arrêter le déplacement des dunes. Au sud, des plantations (certaines vieilles de cent ans) comprennent des arbres dont des pins (pins de montagne, pins noirs d'Autriche, pins sylvestres et Ecklonia kurome (en)), des épicéas, des chênes, des bosquets de bouleaux ainsi que des cladonia rangiferina. Ces forêts cultivées sont aussi des zones récréatives avec des allées bien aménagées. Ici le sol de la forêt est recouvert d'anémones, de corydalis, de chèvrefeuille parfumé et de mousses.
La faune commune comprend des écureuils, des renards, des cerfs, des lièvres et des vipères. Des lézards de souche, des cicindelinae et des Agelena labyrinthica ont également été vues.
Les oiseaux se rassemblent à Lands-end, en particulier en période de reproduction au printemps et lors de la migration en automne. Les rapaces sont les espèces dominantes en été. En avril-mai, les espèces observées sont les pygargues, les aigles royaux, les busards, les milan royaux, les faucons et les gruidés. En automne les oiseaux de mer se rassemblent. Les morus, les guillemots et plusieurs espèces de labbes sont fréquemment observés ainsi que des engoulevents, des alouettes lulu et des mésanges noires.

## Attractions

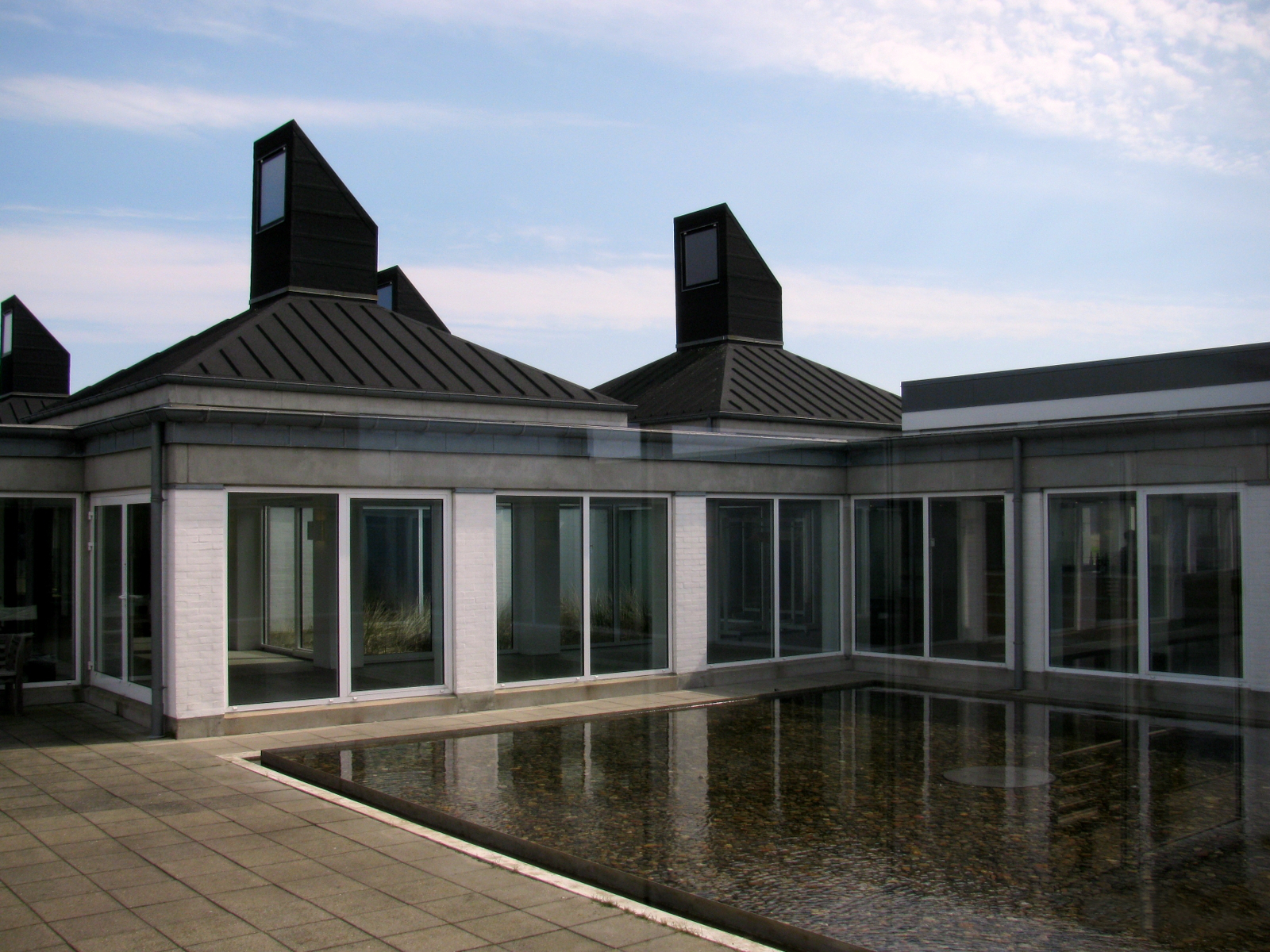
Skagen Odde Naturcenter.

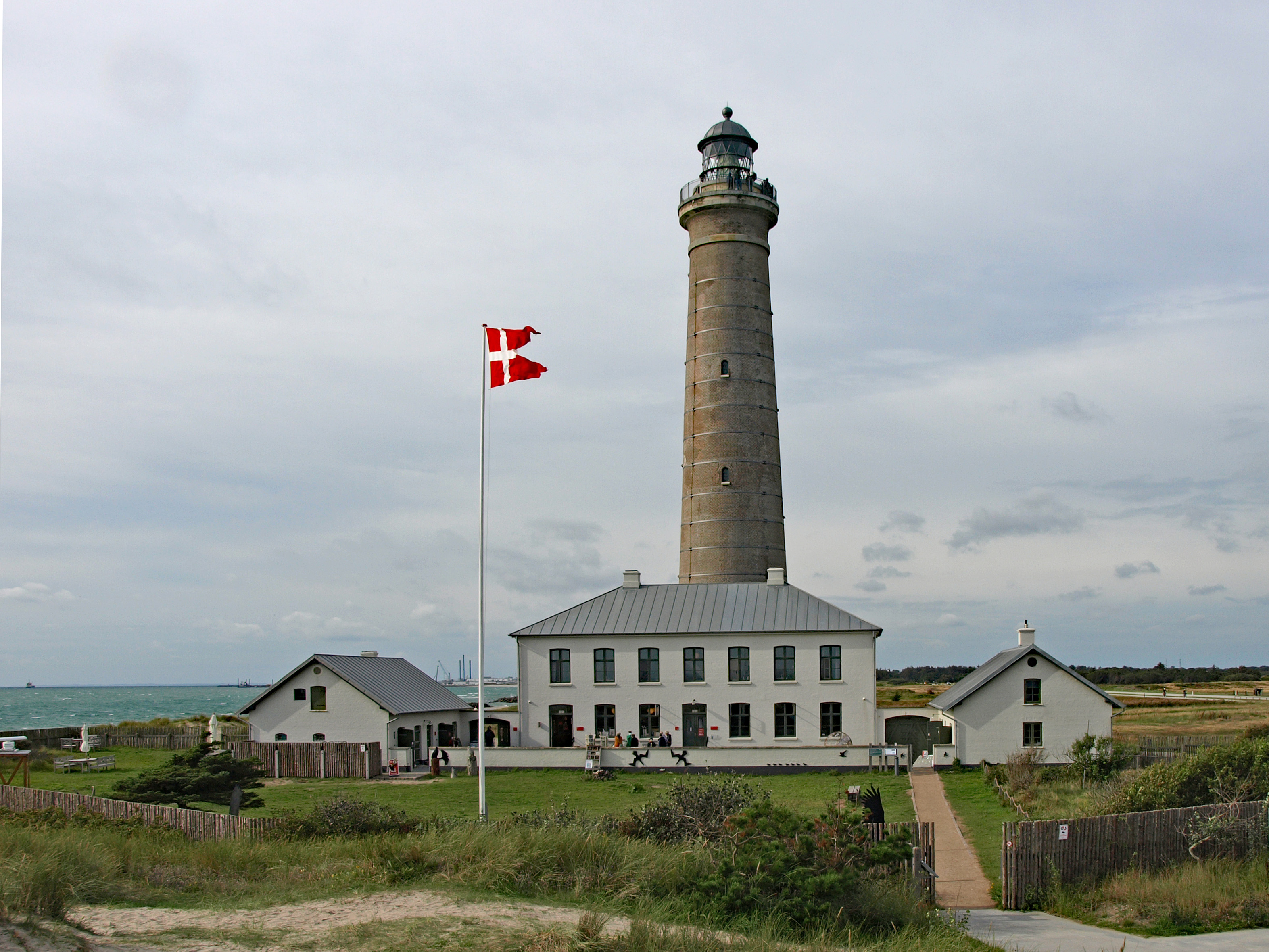
Le phare de Skagen.

Le Skagen Odde Nature Centre (en) situé près de la pointe nord est un musée consacré aux effets du sable, de l'eau, du vent et de la lumière. Conçu par Jørn Utzon c'est le bâtiment le plus septentrional de Skagen Odde.
Un premier phare a été construit à Skagen Odde en 1695 pour signaler la pointe et a été reconstruit plus à l'intérieur des terres, tandis que trois phares, tous encore debout, ont été construits sur Skagen Odde.